# Parafia św. Jakuba Apostoła w Brożcu
Parafia św. Jakuba Apostoła w Brożcu – rzymskokatolicka parafia znajdująca się w dekanacie Wiązów w archidiecezji wrocławskiej. Erygowana w XV wieku.
Obsługiwana przez księży diecezjalnych Archidiecezji Wrocławskiej. Jej proboszczem jest ks. mgr Krzysztof Noworytto.
Do parafii należy kościół Św. Jakuba Apostoła, wzmiankowany w 1335 r., obecny gotycki wzniesiony w XV w., gruntownie zbarokizowany w 1725 r., restaurowany w XIX w. i w 1960, 1971, 1973–1977; 2013–... r. Orientowany, murowany, jednonawowy z węższym prostokątnym, oskarpowanym diagonalnie prezbiterium i wieżą od zachodu. Z zakrystią i kaplicą od północy, drugą kaplicą i kruchtą od południa, nakryty dachami dwuspadowymi i cebulastym hełmem z latarnią na wieży. Na północnej stronie kościoła znajduje się krzyż pokutny. 
Na obszarze parafii leżą miejscowości: Brożec, Częszyce, Grodziszowice, Ośno, Pławna, Trześnia, Ulsza i Wawrzęcice.

## Parafialne księgi metrykalne
| Księgi metrykalne | Okres ewidencji |
| ----------------- | --------------- |
| chrztów           | od 1948         |
| ślubów            | od 1948         |
| zgonów            | od 1948         |